# MRPL55
MRPL55 (англ. Mitochondrial ribosomal protein L55) – білок, який кодується однойменним геном, розташованим у людей на короткому плечі 1-ї хромосоми. Довжина поліпептидного ланцюга білка становить 128 амінокислот, а молекулярна маса — 15 128.
| 10         |  | 20         |  | 30         |  | 40         |  | 50         |
| ---------- |  | ---------- |  | ---------- |  | ---------- |  | ---------- |
| MAAVGSLLGR |  | LRQSTVKATG |  | PALRRLHTSS |  | WRADSSRASL |  | TRVHRQAYAR |
| LYPVLLVKQD |  | GSTIHIRYRE |  | PRRMLAMPID |  | LDTLSPEERR |  | ARLRKREAQL |
| QSRKEYEQEL |  | SDDLHVERYR |  | QFWTRTKK   |  |            |  |            |

A: Аланін

D: Аспарагінова кислота

E: Глутамінова кислота

F: Фенілаланін

G: Гліцин

H: Гістидин

I: Ізолейцин

K: Лізин

L: Лейцин

M: Метіонін

P: Пролін

Q: Глутамін

R: Аргінін

S: Серин

T: Треонін

V: Валін

W: Триптофан

Кодований геном білок за функціями належить до рибонуклеопротеїнів, рибосомних білків, фосфопротеїнів. 
Задіяний у таких біологічних процесах як поліморфізм, альтернативний сплайсинг. 
Локалізований у мітохондрії.